# Orobanche purpurea
Il'succiamele azzurro (nome scientifico Orobanche purpurea Jacq., 1762)  è una pianta parassita, appartenente alla famiglia delle Orobanchaceae.

## Etimologia
Il nome generico (Orobanche) deriva da due termini greci òrobos (= legume) e anchéin (= strozzare) e indicano il carattere parassitario di buona parte delle piante del genere di questa specie soprattutto a danno delle Leguminose (nell'antica Grecia questo nome era usato per una pianta parassita della "veccia" - Vicia sativa). L'epiteto specifico (purpurea) fa riferimento al colore dell'infiorescenza.
Il binomio scientifico della pianta di questa voce è stato proposto dal medico, chimico e botanico olandese Nikolaus Joseph von Jacquin (Leida, 16 febbraio 1727 – Vienna, 26 ottobre 1817)  nella pubblicazione "Enumeratio Stirpium Pleraumque, quae sponte crescunt in agro Vindobonensi - 108, 252" del 1762.

## Descrizione

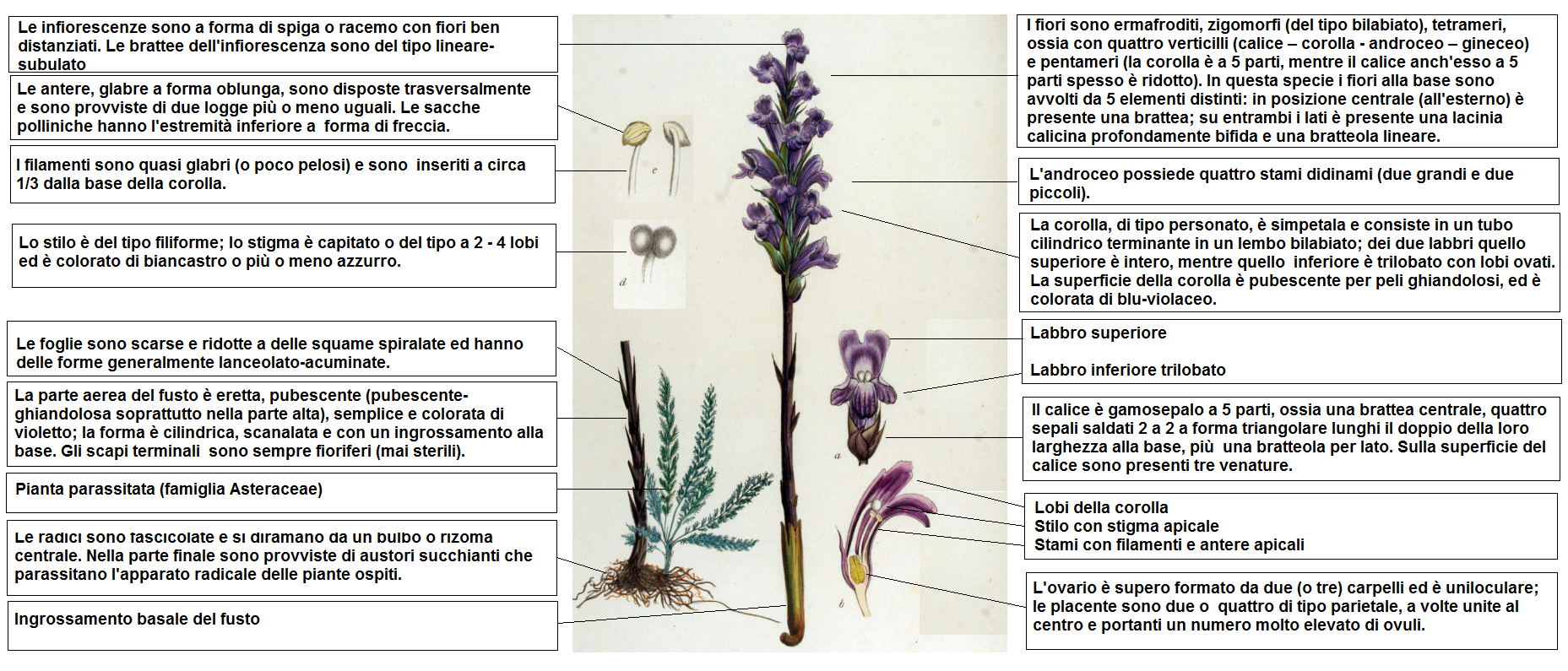
Descrizione delle parti della pianta

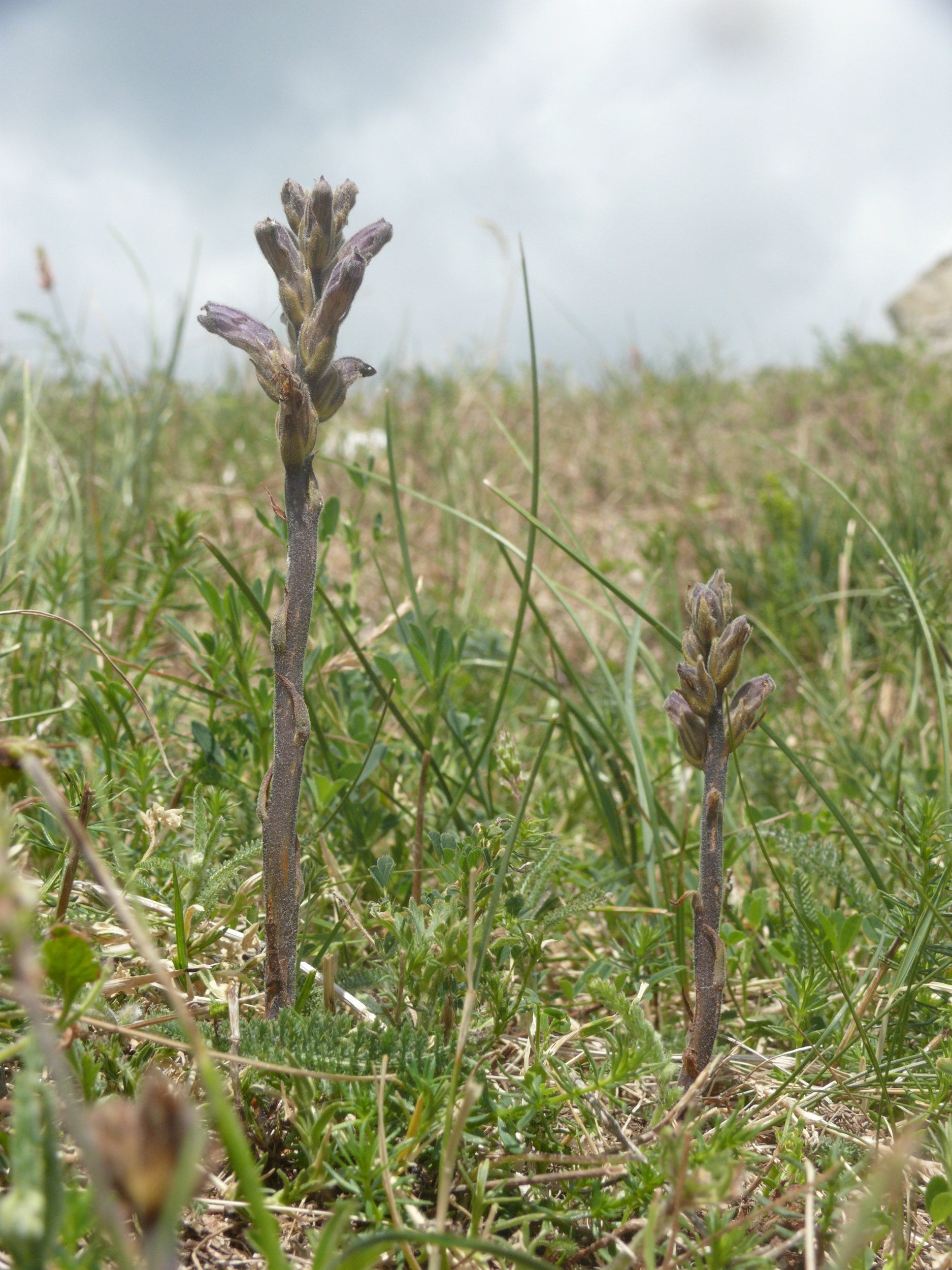
Habitat e habitus

Queste piante sono alte da 15 a 50 cm. La forma biologica è terofita parassita (T par), ossia sono piante erbacee che differiscono dalle altre forme biologiche poiché, essendo annuali, superano la stagione avversa sotto forma di seme e sono munite di asse fiorale eretto e spesso privo di foglie. In questa specie sono presenti anche piante con forme biologiche perenni tipo geofite parassite (G par), ossia sono piante provviste di gemme sotterranee e radici che mostrano organi specifici per nutrirsi della linfa di altre piante (sono quindi piante parassite). Non contengono clorofilla per cui nel secco si colorano di bruno.

### Radici
Le radici sono fascicolate e si diramano da un bulbo o rizoma centrale. Nella parte finale sono provviste di austori succhianti che parassitano l'apparato radicale delle piante ospiti.

### Fusto
La parte aerea del fusto è eretta, pubescente (pubescente-ghiandolosa soprattutto nella parte alta), semplice e colorata di violetto; la forma è cilindrica, scanalata e con un ingrossamento alla base. Gli scapi terminali sono sempre fioriferi (mai sterili). 

### Foglie
Le foglie sono scarse e ridotte a delle squame spiralate ed hanno delle forme generalmente lanceolato-acuminate. Dimensione delle foglie: larghezza 3 mm; lunghezza 13 – 16 mm.

### Infiorescenza

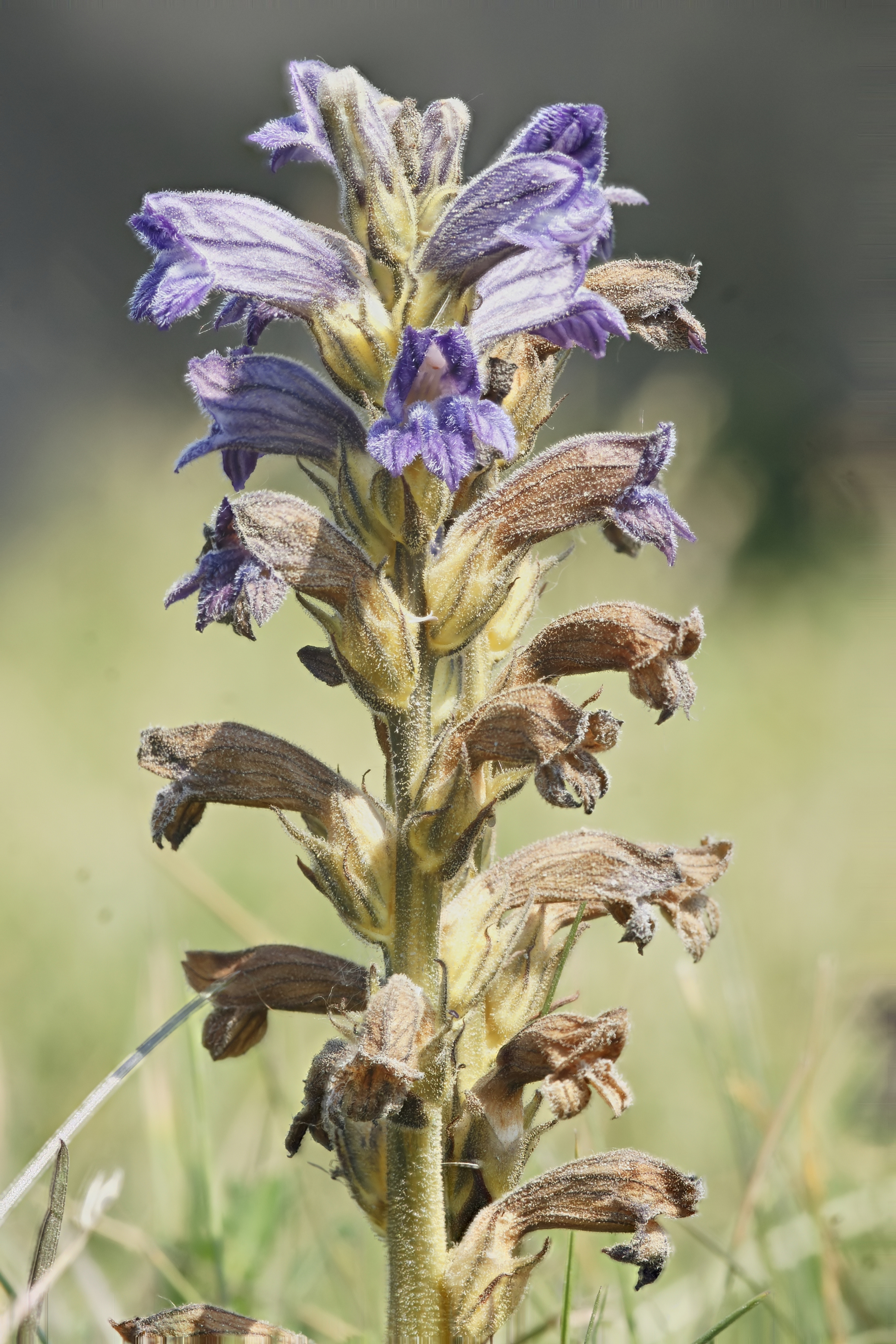
Infiorescenza

Le infiorescenze sono a forma di spiga o racemo con fiori ben distanziati. Le brattee dell'infiorescenza sono del tipo lineare-subulato. Dimensione dell'infiorescenza: larghezza 4 - 4,5 cm; lunghezza 10 – 20 cm. Dimensione delle brattee: larghezza 2 mm; lunghezza 10 – 13 mm.

### Fiore

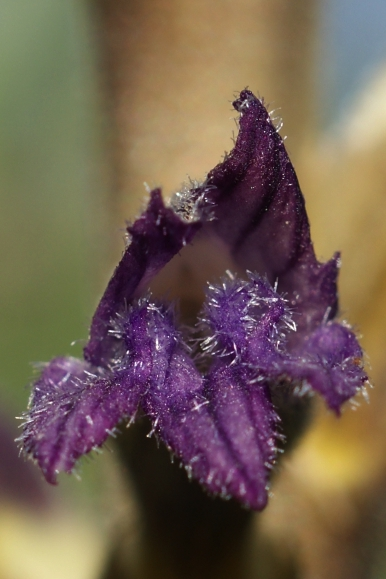
Il fiore

I fiori sono ermafroditi, zigomorfi (del tipo bilabiato), tetrameri, ossia con quattro verticilli (calice – corolla - androceo – gineceo) e pentameri (la corolla è a 5 parti, mentre il calice anch'esso a 5 parti spesso è ridotto). In questa specie i fiori alla base sono avvolti da 5 elementi distinti: in posizione centrale (all'esterno) è presente una brattea; su entrambi i lati è presente una lacinia calicina profondamente bifida e una bratteola lineare. Lunghezza totale del fiore: 18 – 28 mm.
- Formula fiorale: per questa pianta viene indicata la seguente formula fiorale:[6]

X, K (4/5), [C (2+3), A 2+2], G (2), (supero), capsula
- Calice: il calice è gamosepalo a 5 parti, ossia una brattea centrale, quattro sepali saldati 2 a 2 a forma triangolare lunghi il doppio della loro larghezza alla base, più una bratteola per lato. Sulla superficie del calice sono presenti tre venature. Dimensione del calice: 10 – 12 mm.
- Corolla: la corolla, di tipo personato, è simpetala e consiste in un tubo cilindrico terminante in un lembo bilabiato; dei due labbri quello superiore è intero, mentre quello inferiore è trilobato con lobi ovati. La superficie della corolla è pubescente per peli ghiandolosi, ed è colorata di blu-violaceo. Dimensione della corolla: 18 – 24 mm. Diametro alle fauci: 4 – 6 mm.
- Androceo: l'androceo possiede quattro stami didinami (due grandi e due piccoli). I filamenti sono quasi glabri (o poco pelosi) e sono inseriti a circa 1/3 dalla base della corolla. Le antere, glabre a forma oblunga, sono disposte trasversalmente e sono provviste di due logge più o meno uguali. Le sacche polliniche hanno l'estremità inferiore a forma di freccia.[7]
- Gineceo: l'ovario è supero formato da due (o tre) carpelli ed è uniloculare; le placente sono due o quattro di tipo parietale, a volte unite al centro e portanti un numero molto elevato di ovuli. Lo stilo è del tipo filiforme; lo stigma è capitato o del tipo a 2 - 4 lobi ed è colorato di biancastro o più o meno azzurro.
- Fioritura: da giugno a agosto.

### Frutti
Il frutto è una capsula loculicida a forma più o meno ovoidale. I semi, molti e minuti dalle dimensioni quasi microscopiche, contengono un embrione rudimentale indifferenziato e composto da poche cellule; sono colorati di nero. Dimensione della capsula: 7 – 12 mm.

## Riproduzione
- Impollinazione: l'impollinazione avviene tramite insetti (impollinazione entomogama).
- Riproduzione: la fecondazione avviene fondamentalmente tramite l'impollinazione dei fiori (vedi sopra).
- Dispersione: i semi cadendo a terra (dopo essere stati trasportati per alcuni metri dal vento – disseminazione anemocora) sono successivamente dispersi soprattutto da insetti tipo formiche (disseminazione mirmecoria).

## Biologia
Queste piante non contengono clorofilla per cui possiedono organi specifici per nutrirsi della linfa di altre piante. Le loro radici infatti sono provviste di uno o più austori connessi alle radici ospiti per ricavare sostanze nutritive. Inoltre il parassitismo di Orobanche purpurea è tale per cui anche i semi per germogliare hanno bisogno della presenza delle radici della pianta ospite; altrimenti le giovani piantine sono destinate ad una precoce degenerazione.
Normalmente le specie di questa voce sono parassite delle specie dei generi Achillea, Artemisia e altre specie della famiglia Composite.

## Distribuzione e habitat

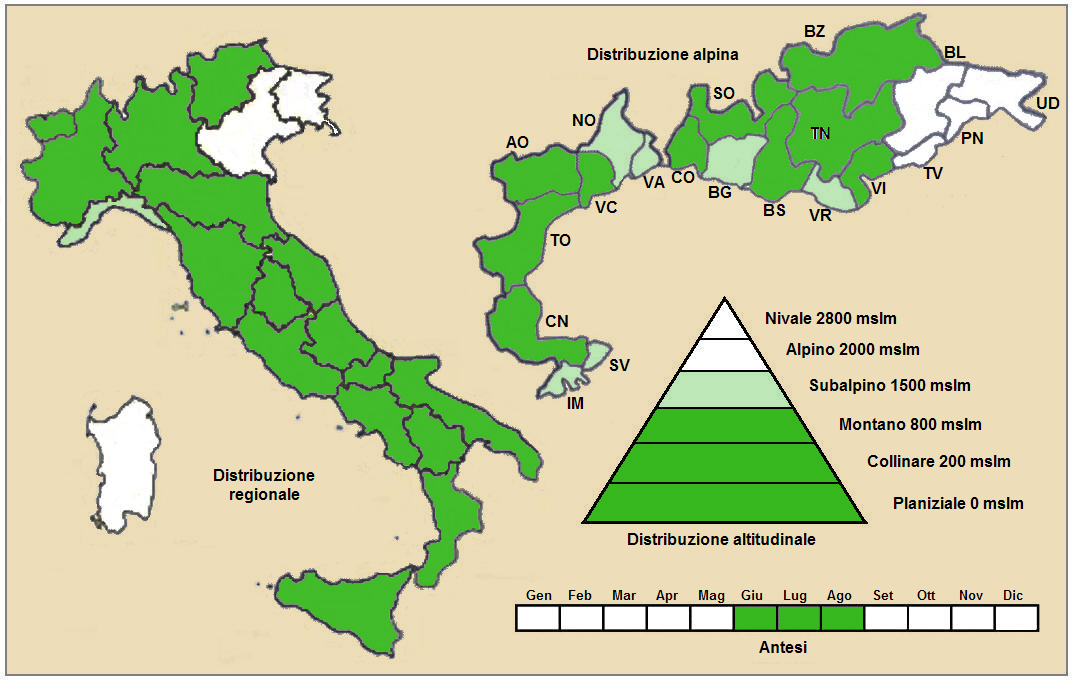
Distribuzione della pianta
(Distribuzione regionale – Distribuzione alpina)

- Geoelemento: il tipo corologico (area di origine) è Europeo / Sud Siberiano (steppico) o anche Sud Europeo / Sud Ovest Asiatico.
- Distribuzione: in Italia è una specie rara, ma si trova più o meno su tutto il territorio. Nelle Alpi ha una presenza discontinua. Fuori dall'Italia, sempre nelle Alpi, questa specie si trova in Francia (tutti i dipartimenti alpini: Alpes-de-Haute-Provence, Hautes-Alpes, Alpes-Maritimes, Drôme, Isère, Savoia e Alta Savoia), in Svizzera (cantoni Vallese, Ticino e Grigioni), in Austria (Länder del Tirolo Settentrionale, Tirolo Orientale, Salisburgo, Carinzia, Stiria e Austria Inferiore). È presente anche in Slovenia. Sugli altri rilievi europei collegati alle Alpi si trova nei Vosgi, Massiccio del Giura, Massiccio Centrale, Pirenei, Monti Balcani e Carpazi.[12] Nel resto dell'Europa si trova ovunque a parte alcune aree Nord-Orientali.  È presente anche nella Transcaucasia, Anatolia e nel Magreb occidentale.[13]
- Habitat:  l'habitat più comune sono le aree nelle quali vegetano le specie dei generi parassitati (vedi paragrafo "Biologia"); ma anche nelle praterie rase, prati e pascoli aridi dal piano collinare a quello montano. Il substrato preferito è calcareo ma anche siliceo con pH neutro, bassi valori nutrizionali del terreno che deve essere secco.[12]
- Distribuzione altitudinale: sui rilievi queste piante si possono trovare fino a 1400 m s.l.m.; frequentano quindi i seguenti piani vegetazionali: collinare, montano e in parte quello subalpino (oltre a quello planiziale – a livello del mare).

### Fitosociologia
Dal punto di vista fitosociologico Orobanche purpurea appartiene alla seguente comunità vegetale:
Formazione: delle comunità a emicriptofite e camefite delle praterie rase magre secche
Classe: Festuco-Brometea

## Tassonomia
La famiglia di appartenenza della specie (Orobanchaceae) comprende soprattutto piante erbacee perenni e annuali semiparassite (ossia contengono ancora clorofilla a parte qualche genere completamente parassita) con uno o più austori connessi alle radici ospiti. È una famiglia abbastanza numerosa con circa 60 - 90 generi e oltre 1700 - 2000 specie (il numero dei generi e delle specie dipende dai vari metodi di classificazione) distribuiti in tutti i continenti.
La classificazione del genere Orobanche è problematica in quanto le varie specie differiscono una dall'altra per piccoli caratteri soprattutto nella forma del calice-corolla e per i vari colori delle parti floreali che presto tendono al bruno appena la pianta "entra" nel secco. Molte specie hanno una grande specificità dell'apparato radicale per cui una possibile distinzione è possibile tramite l'individuazione della pianta parassitata (vedi il paragrafo Biologia).
Il numero cromosomico di Orobanche purpurea è: 2n = 24.

### Filogenesi
Secondo una recente ricerca di tipo filogenetico la famiglia Orobanchaceae è composta da 6 cladi principali nidificati uno all'interno dell'altro. Il genere Orobanche si trova nel terzo clade (relativo alla tribù Orobancheae) insieme ai generi Boschniakia C. A. Mey. ex Bong. 1833, Cistanche Hoffmans. & Link 1809, Conopholis
Wallr.1825, Epifagus Nutt. 1818, Eremitilla Yatsk. & J. L. Contr., 2009, Kopsiopsis (Beck) Beck 1930, Mannagettaea Harry Sm.
1933. Orobanche è monofiletico e rappresenta il core del clade ed è gruppo fratello del genere Mannagettaea e quindi di tutto il resto del gruppo.
All'interno del genere Orobanche la specie Orobanche ramosa appartiene alla sezione Trionychon Wallr.L. caratterizzata dal calice diviso in 5 parti: in posizione centrale è presente una brattea, mentre su entrambi i lati sono presenti una bratteola lineare e una lacinia calicina profondamente bifida. L'altra sezione presente in Italia (Orobanche) è caratterizzata soprattutto dalla forma del calice a tre parti ossia quattro sepali saldati 2 a 2 tipo lacinie ben separate o collegate alla base, più una brattea.

### Specie simili
La tabella seguente mette a confronto alcuni dati delle varie specie italiane della sezione Trionychon Wallr.
| Specie                          | Caratteri principali | Taxa parassitate                                    | Forma del fiore |
| ------------------------------- | --- | --------------------------------------------------- | --------------- |
| Orobanche aegyptiaca Pers.      | Il fusto è ramoso la corolla è grande (20 – 35 mm) le antere sono villose i filamenti sono pelosi alla base                                   | Solanum e Gossypium                                 |                 |
| Orobanche arenaria Borkh.       | Il fusto è semplice la corolla è grande (20 – 35 mm) le antere sono villose i filamenti sono glabri                                           | Artemisia                                           |                 |
| Orobanche lavandulacea Rchb.    | Il dente apicale del calice ha una forma triangolare la corolla è piccola (12 – 18 mm) e all'apice colorata di azzurro le antere sono villose | Aspalathus linearis e Acanthus                      |                 |
| Orobanche mutelii F. W. Schultz | Il fusto è ramoso i denti del calice sono triangolari con un prolungamento filiforme la corolla è lunga 16 – 20 mm le antere sono glabre      | Cannabis, Solanum, Nicotiana e Zea                  |                 |
| Orobanche nana (Reut.) Beck     | Il fusto è semplice i denti del calice sono triangolari con un prolungamento filiforme la corolla è lunga 10 – 15 mm le antere sono glabre    | Cannabis, Solanum, Nicotiana e Zea                  |                 |
| Orobanche purpurea Jacq.        | Il fusto è semplice la corolla è lunga 18 – 24 mm le antere sono glabre                                                                       | Achillea e Artemisia                                |                 |
| Orobanche ramosa L.             | Il fusto è ramoso i denti del calice sono triangolari e regolari la corolla è lunga 9 – 14 mm le antere sono glabre                           | Cannabis, Solanum, Nicotiana e Zea                  |                 |
| Orobanche schultzii Mutel       | la corolla è lunga 12 – 18 mm il dente apicale del calice è lineare le antere sono villose                                                    | Vicia faba, Ferula, Rubia Inula viscosa e Artemisia |                 |

### Sinonimi
Questa entità ha avuto nel tempo diverse nomenclature. L'elenco seguente indica alcuni tra i sinonimi più frequenti:
- Kopsia caerulea (Vill.) Dumort.
- Kopsia purpurea  (Jacq.) Bég.
- Orchis abortiva  Leyss.
- Orobanche bohemica Čelak.
- Orobanche caerulea  Vill.
- Orobanche coerulea var. millefolii Rchb.
- Orobanche iberica (Beck) Tzvelev
- Orobanche laevis L.
- Orobanche purpurea var. iberica Beck
- Phelipanche bohemica (Čelak.) Holub
- Phelipanche caerulea  (Vill.) Pomel
- Phelipanche iberica (Beck) Soják
- Phelipanche purpurea  (Jacq.) Soják
- Phelipanche purpurea subsp. bohemica (Čelak.) Zázvorka
- Phelipanche purpurea subsp. millefolii (Rchb.) Carlón & al.
- Phelypaea caerulea  (Vill.) C.A.Mey.
- Phelypaea pareysii (Beck) Boiss.
- Phelypaea purpurea  (Jacq.) Asch.

## Altre notizie
L'orobanche purpurea in altre lingue è chiamata nei seguenti modi:
- (DE)  Violette Sommerwurz o Schafgarben-Würger
- (FR)  Orobanche pourpre o Orobanche violette
- (EN)  Yarrow Broomrape o Blue Broomrape